# Васин, Евгений Петрович
Евгений Петрович Васин (10 ноября 1951, Борзя — 23 октября 2001, Хабаровск) — российский преступник, криминальный авторитет, вор в законе, лидер организованного преступного сообщества «Общак». Был известен под кличками «Джем» и «Батя».

## Биография
Евгений Петрович Васин, он же Джем, он же Батя родился 10 ноября 1951 года в городе Борзя Читинской области в семье рабочих. Он рос без отца. В 15 лет был впервые осуждён за драку. Через три года был осуждён за хулиганство, впоследствии был судим ещё четыре раза. А, в октябре 1985 года был «коронован» в «воры в законе» грузинскими ворами в Тобольской тюрьме Д. П. Цихелашвили (Дато Ташкентский) К. К. Кокаберидзе (по кличке Кока). Ещё до своей «коронации» создал так называемый «Союз истинных арестантов» (СИА), который был призван объединить осуждённых на принципах землячества с целью активного противодействия администрации ИТУ.
Также существует мнение, что Васин самовольно объявил себя вором в законе, что не прощалось воровскими законами. Есть сведения, что Евгений Васин стал вором в законе с подачи В. К. Иванькова, несмотря на свои непрестижные в уголовном мире судимости.
23 июля 1987 освободился из заключения. До начала 1990-х годов Васин числился снабженцем кооператива «Дружба» в Комсомольске-на-Амуре.

## Лидер преступного сообщества
Васин объединил многих уголовников, бывших спортсменов, участников уличных преступных групп и создал мощную группировку, которую впоследствии стали называть «Общак». В 1990-е годы «общаковские» занимались в основном вымогательством, кражами и контрабандой леса за границу.
Для успеха своего дела Джем короновал несколько своих приближённых в «воры в законе», в том числе никогда не судимых Сергея Лепешкина и Олега Шохирева, которым на момент «коронации» было немногим больше 20 лет. В начале 1990-х в группировке Джема действовали семеро «воров-законников». Но до этого первым короновал Олега Стрелкова (Стрела).
Известен случай, когда по инициативе Васина раскороновали уссурийского вора в законе по кличке «Монгол». Официальной причиной было то, что тот якобы злоупотреблял наркотиками и даже из-за этого попал в тюрьму. На самом деле Джем не мог простить Монголу того, что короновали последнего без его участия.
С подачи Евгения Васина в Комсомольске-на-Амуре в 1996 году был создан благотворительный фонд "Сострадание". Учредителями его стали все местные воры в законе, несколько дальневосточных писателей, бывшие сотрудники милиции и преподаватели вузов. Филиалы фонда появились в Хабаровске, Биробиджане и на Сахалине. Этот фонд помогал бездомным и заключённым.
В начале 1990-х годов Васин организовал молодёжный лагерь на амурском острове Малайкин неподалёку от Комсомольска-на-Амуре. Там почти легально подростки из неблагополучных семей проходили боевую подготовку и обучались воровским «понятиям». Главными «воспитателями» в лагере были Виктор Давыденко, неоднократно судимый за незаконное хранение и сбыт наркотиков, и Павел Есин, отбывавший сроки за мужеложство, убийство, кражи, хулиганство и попытку побега из мест заключения. Ещё один «педагог», Сергей Кривов, прежде отбывал наказание за наркотики и хулиганство.
Впоследствии милиционеры закрыли этот лагерь, при этом они обнаружили в нём десятки ящиков водки, шампанского и коньяка.
Васин входил в десятку самых влиятельных «воров-законников» России, вместе с тем Джем не соответствовал статусу «старых» воров в законе. Он был женат и имел детей, активно вмешивался в политику, его подчинённые принимали участие в коммерции, банковском деле и постепенно отходили от традиционного криминального промысла.
За то время, когда Васин возглавлял «Общак», на Дальнем Востоке возросло количество убийств в криминальных разборках.

## Смерть
В 2001 году Васин приказал поджечь кафе «Чародейка», надеясь тем самым отомстить владельцу кафе, который отказался платить «дань» ОПГ «Общак». Приказ был исполнен дословно и в то время, когда в кафе были люди. В ходе пожара погибло восемь молодых людей. За это преступление Васин был арестован и вскоре умер в СИЗО Хабаровска, по официальной версии — от сердечной недостаточности. При жизни Джем был алкоголиком (известен случай, когда на похоронах одного вора в законе Джем так много выпил, что не смог доехать даже до кладбища — его еле усадили в машину и увезли), часто «впадал в запои». Также высказываются мнения, что он был убит по заказу враждебных ему криминальных сил.
На похороны Джема в Комсомольск-на-Амуре чартерными рейсами прилетели московские, новосибирские, уральские, тбилисские, среднеазиатские, сахалинские и якутские криминальные авторитеты. Один из его покровителей-друзей, вор старой закалки — Цицка (Реваз Цицишвили), скончался на борту самолёта во время перелёта на похороны Джема. Символически, прощание друзей всё равно состоялось, так как на одну ночь тела покоились в одной комнате в морге. Есть версия, что Реваз Цицишвили был отравлен, так как он был единственным вором, кто смог бы возглавить группировку Джема.
На его могиле был установлен деревянный крест (на данный момент на месте захоронения установлен памятник и площадка ~8-10 м из мрамора).

## Любопытные факты
- Однажды Евгений Васин подал в суд на собкора газеты «Известия на ДВ» Бориса Резника, за то, что тот в своей статье назвал его вором в законе[4]. На суд Джем не явился, его интересы представляли адвокаты. Когда судья зачитал претензии, Борис Резник сказал: «Я возмещу ущерб, но лишь в том случае, если Джем явится на суд и в присутствии тележурналистов скажет, что он не является вором в законе». В тот же день иск был отозван из суда.
- Также Евгений Васин обвинил в клевете прокурора Комсомольска-на-Амуре Влащенко из-за того, что тот назвал его «идейным организатором преступности в регионе».
- Васин публично называл территорию, на которой действовала его группировка, «наше маленькое Палермо»[5]. В эфире местной телекомпании Васин однажды заявил: «Это мой край, и я хочу, чтобы здесь у меня был порядок».
- При аресте Вячеслава Иванькова (Япончика) американская полиция во время обыска на его квартире нашла фотографию Джема и его ближайшего окружения. На карточке была подпись: «Братишке Славику на вечную память с Дальнего Востока».[источник не указан 2862 дня]
- в телесериале «Лихие» роль «Джема» сыграл Артур Иванов.